# Friedemann Derschmidt
Friedemann Derschmidt (* 1967 in Salzburg, Österreich) ist ein österreichischer Dokumentarfilmer und freischaffender bildender Künstler mit Schwerpunkt Video und Medien.

## Leben
Friedemann Derschmidt beschäftigt sich mit art-based Research. Er lehrt und arbeitet an der Akademie der bildenden Künste Wien im Forschungslabor Film und Fernsehen. In seinen Dokumentarfilmen, Ausstellungen und seiner Forschung beschäftigt er sich mit Erinnerung und Erzählen, dem Transformieren von Erzählung zu Geschichte und Fragen des nonverbalen Weitergebens. Sowohl im Rahmen seiner eigenen Projekte als auch bei der Betreuung von Studierenden verfolgt er das Konzept der forschungsgebundenen Lehre, also einer Auseinandersetzung entlang der Entstehungsprozesse künstlerischer Produktion.
Er leitete von 2011 bis 2013 das FWF-Projekt Memscreen (mit Karin Schneider, Tal Adler, Attila Kosa) und widmet sich im Nachfolgeprojekt Conserved Memories (mit Karin Schneider, Tal Adler, Niko Wahl, Anna Szöke) der Ausarbeitung seines Projekts Reichel komplex. Er gewann mit Das Phantom der Erinnerung 2013 den Preis für den besten Kurzdokumentarfilm der Diagonale und sein Buch Sag Du es Deinem Kinde – Nationalsozialismus in der eigenen Familie wurde 2015 als eines der 15 schönsten Bücher Österreichs im Bundeskanzleramt ausgezeichnet. Seit 2013 arbeitet er mit dem israelischen Künstler Shimon Lev an der permanenten Weiterentwicklung des Projekts Two Family Archives, das seit 2014 international gezeigt wird. In diesem Kontext entstand auch die 8-Kanal-Videoinstallation 4 × Sally – ein synoptisches Portrait des Hitlerjungen Salomon (Sally Perel). Mit dem Projekt Family Archives geht Derschmidt über Two Family Archives hinaus und nimmt in wechselnden Kooperationen mit mehreren Künstlerinnen und Künstlern unterschiedlichste Familien Narrative synoptisch in den Focus. Family Archives wurde erstmals im Juli 2018 im Kunstpavillon im alten botanischen Garten in München gezeigt.
Darüber hinaus führt er eine Langzeitkooperation mit dem Romaverein Gipsy Radio und dem Jazzclub Porgy & Bess. Weitere Projekte Friedemann Derschmidts sind beispielsweise die „Weinverkostung mit Obdachlosen“ mit der Obdachlosenzeitschrift „Augustin“ in Wien. Im Rahmen einer Kooperation mit dem österreichisch/palästinensischen Musiker Marwan Abado reiste er je zweimal nach Jordanien, Syrien und den Libanon, was 2010 mit einer Satellitenübertragung eines Konzerts aus dem Unesco Palace in Beirut nach Bethlehem in Palästina endete.
Seit 2015 bildet er gemeinsam mit Ronen Eidelman und Daniela Zobel das Kuratorium der Anni & Heinrich Sussmann Foundation.

## Werke

### Kunstprojekte
permanent breakfast
Derschmidt ist Erfinder und Gründungsmitglied des 1996 begonnenen partizipativen Kunstprojektes permanent breakfast, des „immerwährenden Frühstücks im öffentlichen Raum“, eines Frühstückspyramidenspiels zu einer Gesellschaftsbewegung, das sich mittlerweile weltweit verbreitet hat und dessen Spielregeln in inzwischen ca. 20 Sprachen übersetzt wurden.
Trotz seiner Unabhängigkeit fühlt sich das Projekt mit anderen weltweiten „Reclaim the street“ Bewegungen verbunden und versteht sich als reales wie virtuelles, als ästhetisches wie diskursives Netzwerk.
Das „open source“ - Projekt wird mittlerweile an vielen Orten weltweit von eigenen Communities unter jeweils verschiedenen Bezeichnungen betrieben, wie beispielsweise:
- Desayuno con Viandantes (Valencia, Spanien)
- Anhaltendes Frühstück (Zerbst, Deutschland)
- Desayuno Calle (Puerto Rico)
- Urban Morgenmad (Dänemark)

israel komplex
Nach 25 Studienreisen des ritesinstitutes und der Herstellung eines Basisnetzwerkes zwischen Österreichischen, Israelischen und Palästinensischen Künstlern und Intellektuellen organisierte/veranstaltete das ritesinstitute immer wieder kulturelle und künstlerische Events m Thema Israel:
- „Laboratorium Österreich“ xhibit der Akademie der bildenden Künste Wien 2013; Kokurator mit Tal Adler und Karin Schneider
- Filmfestival „Oy-Vienna“ in Israel; Cinematheken Tel Aviv, Haifa, Jerusalem 2009; im Auftrag der Stadt Wien anlässlich 100 Jahre Tel Aviv; mit Tal Adler und Karin Schneider
- November 2008: "Israel in den Augen"[5][6]: Tage der israelischen Dokumentarfilme im TOP Kino (gemeinsam mit Tal Adler und der barbur Gruppe / Jerusalem)
- April 2008: West and East im MQ Freiraum der Sala Manca Group - Jerusalem
- Mai bis Oktober 2008: „overlapping voices. Israeli and Palestinian artists“ in der Sammlung Essl, gemeinsam mit Tal Adler, Amal Murkus und Karin Schneider.

Bei allen Veranstaltungen wurden israelische bzw. palästinensische Künstler eingeladen.

### Filme
- „Komm und sieh Rudyn - Geschichten eines Tänzers aus Wien“, Österreich 1999 (vorab als Video im Februar 1998; Regie Friedemann Derschmidt und Walter Pucher)
- „Altes Haus - Szenen einer Erinnerung“, Österreich 2001
- „Meisterschaft“, Österreich 2005
- "Das Phantom der Erinnerung", Österreich 2013, Diagonale Preis 2013

### Ausstellungen
- 2017 Two Family Archives, Warschau; Österreichisches Kulturforum
- 2017 4xSally; Salon Gallery Warsaw; Akademie der bildenden Künste Warschau
- 2017 4xSally; Van Leer Institute Jerusalem
- 2017 Islam Ausstellung Schallaburg; Austrofez von Friedemann Derschmidt
- 2017 Niederösterreichische Landesausstellung: His Story von Lev und Derschmidt
- 2016 4xSally; Jüdisches Museum Wien
- 2016 Pillars of Memory; Masc Foundation
- 2015 His Story; Aktionsradius Augarten
- 2015 Sag du es Deinem Kinde - Gallerie des Kulturzentrum Minoriten Graz
- 2014 Two Family Archives P8 Gallery Tel Aviv
- 2013 Wandzeitung #17: Made in China Czech Style; Steinbrenner, Dempf und Huber
- 2013 Laboratorium Österreich xhibit Wien
- 2008 Overlapping Voices - Essl Museum
- 2008 REACTIVATE!! Part 2; Espai d’ Art Contemporani de Castelló,
- 2008 INSTANT URBANISM; Dansk Arkitektur Center - Alt om København
- 2007 INSTANT URBANISM Schweizerisches Architekturmuseum SAM Basel
- 2005 pocket exhibition; Barbur Gallery Jerusalem
- 2004 Dutch Electronic Art Festival (DEAF); Van Nelle Ontwerpfabriek, Rotterdam
- 2004 Forum Stadtpark Graz; InterAct / permanent breakfast
- 2004 Kunsthalle Wien: permanent breakfast

### Konferenzen
- Juli 2017, "Nationalism in the History of the Holocaust, Genocide, and Mass Violence" at the Hebrew University of Jerusalem and the Van Leer Jerusalem Institute
- November 2016, "INTERTWINING HERITAGE: Language, Research and Representation Based on Cultural Trauma", Van Leer Jerusalem Institute und Akademie der bildenden Künste Wien; organisiert von Friedemann Derschmidt mit Yochi Fischer und Shimon
- Juni 2013, „Conference Doing Memory – Art, Research and the Politics of Memory and History.“ Internationale Art-Research Konferenz organisiert im Rahmen von Memscreen durch Karin Schneider

### Weitere Projekte
- „Gipsy World - Music and more“ 2006 und 2010 (je eine Woche Romaklub im „Porgy & Bess“, Wien)
- „Roma Blood“ gemeinsam mit dem Roma Internetradio „Gipsy Radio“

## Auszeichnungen
- Preis: 15 schönste Bücher Österreichs für „Sag Du es Deinem Kinde – Nationalsozialismus in der eigenen Familie“ Löcker Verlag
- Diagonale Preis für "Das Phantom der Erinnerung" als den besten Kurzdokumentarfilm, 2013
- Preis der Anni und Heinrich Sussmann Stiftung 1998 für „Komm und sieh Rudyn“ (Video)
- Preis d. Landes Niederösterreich 1996